# Pantoporia whitei
Pantoporia whitei är en fjärilsart som beskrevs av Robert Christopher Tytler 1940. Pantoporia whitei ingår i släktet Pantoporia och familjen praktfjärilar. Inga underarter finns listade i Catalogue of Life.